# Ismaïla Sarr
Pour les articles homonymes, voir Sarr.
Ismaïla Sarr, né le 25 février 1998 à Saint-Louis au Sénégal, est un footballeur international sénégalais qui évolue au poste d'ailier droit à Crystal Palace.

## Biographie

### Carrière en club

#### Débuts au Sénégal
Ismaïla Sarr joue en catégorie jeune avec l’Académie Génération Foot, basée à Deni Biram Ndao à environ 15 kilomètres au nord-est de Dakar. Cette académie en partenariat avec le FC Metz est en quelque sorte un centre de formation délocalisé du club lorrain ayant formé plusieurs joueurs qui ont revêtu le maillot grenat comme Papiss Cissé, Sadio Mané ou encore Diafra Sakho.
Lors de la saison 2015-2016, le natif de Saint-Louis dispute sa première saison avec l’équipe première de l’Académie, venant d'être promue en deuxième division, et tout juste vainqueur de la Coupe du Sénégal remportée face au Casa Sport (D1). À l’issue de la saison, le club de la périphérie de Dakar est promu en Ligue 1 sénégalaise.

#### FC Metz (2016-2017)
Ismaïla Sarr, très en vue au Sénégal, ne passe pas inaperçu devant les dirigeants messins. À 18 ans, il signe son premier contrat professionnel, pour une durée de cinq ans, avec le FC Metz, tout juste promu en Ligue 1. Il réalise ses débuts en match officiel le 13 août 2016, lors de la première journée de championnat à domicile face à Lille en entrant en jeu à la 71e minute, alors que les visiteurs viennent d'inscrire leur deuxième but (1-2). Mais à peine cinq minutes plus tard, Sarr obtient un penalty transformé par Mevlüt Erding et les Messins obtiennent un autre penalty en fin de match pour finalement remporter la rencontre (3-2).
De retour de la CAN , il s'illustre avec son premier but face à Dijon, le 8 février 2017 (2-1). Il enchaîne ensuite par une superbe frappe à Geoffroy-Guichard face à Saint-Étienne (2-2), puis un ciseau face au SM Caen (2-2), un rush solitaire de 70 mètres au milieu de la défense de l'ASNL lors du derby lorrain (2-1), une passe décisive pour Cheick Diabaté en dribblant trois joueurs parisiens (2-3) et pour finir une frappe enroulé face à Toulouse (1-1).

#### Stade rennais FC (2017-2019)
Le 26 juillet 2017, le joueur signe un contrat de quatre ans en faveur du Stade rennais FC, pour un montant qui s’élèverait à environ 17 millions, d'euros plus bonus d'après le président du FC Metz, ce qui constitue le deuxième transfert le plus cher de l'histoire du club breton et le transfert le plus cher du FC Metz devant Robert Pirès.
Sarr fait sa première apparition sous ses nouvelles couleurs lors de la première journée de la saison 2017-2018 de Ligue 1, le 5 août, à l'occasion d'un déplacement à Troyes. Il est titularisé et les deux équipes se neutralisent ce jour-là (1-1 score final). Il ne tarde pas à se montrer décisif, délivrant une passe décisive le 19 août lors de la réception du Dijon FCO (3e journée, 2-2) puis le 10 septembre à Marseille (5e journée, victoire 1-3) tout en trouvant, entre-temps, le chemin des filets à Toulouse (4e journée, défaite 3-2). Ayant disputé l'intégralité des six premières journées de championnat, le Sénégalais s'impose comme l'un des hommes de base de Christian Gourcuff avant de se blesser le 24 septembre face à l'AS Saint-Étienne. Taclé par Kévin Théophile-Catherine, Sarr est touché aux tendons de la cheville et doit être opéré de la malléole, entraînant une indisponibilité de trois mois.
Grâce à sa cinquième place obtenue en 2017-2018, le club breton se qualifie pour la Ligue Europa. Ismaïla Sarr s'illustre lors du premier match en inscrivant un but d'une puissante reprise de volée face au FK Jablonec. Lors du dernier match de groupe, il qualifie le Stade rennais pour la première fois de son histoire en 16èmes de finale de coupe d'Europe en inscrivant un doublé face au FK Astana. Après une qualification face au Betis Séville, le joueur marque face à Arsenal lors du match aller au Roazhon Park, mais ne peut empêcher l'élimination des siens au match retour à l'Emirates Stadium. Le 27 avril 2019, Sarr remporte son premier trophée en carrière en soulevant la Coupe de France aux dépens du Paris Saint-Germain à l'issue d'une finale remportée aux tirs au but.

#### Watford FC (2019-2023)
Le 8 août 2019, Sarr signe un contrat de cinq ans avec le Watford FC pour un montant de trente millions d'euros plus cinq en bonus.
Le 24 août, Sarr découvre la Premier League en remplaçant Will Hughes lors d'une défaite 1-3 contre West Ham au Vicarage Road. Trois jours plus tard, il inscrit son premier but sous le maillot du club anglais lors d'une rencontre de Coupe de la Ligue contre Coventry City (3-0). L'ailier patiente plus de trois mois avant d'inscire son premier but en championnat le 30 novembre face à Southampton (défaite 2-1). Les débuts anglais de Sarr sont timides et le manque de maîtrise de la langue ne l'aide pas à pleinement s'adapter au jeu de son équipe, demandant fréquemment l'aide de ses coéquipiers français Étienne Capoue et Abdoulaye Doucouré pour traduire les consignes. Il marque son second but et provoque un penalty lors de la réception de Manchester United le 22 décembre qui se clôt par une victoire 2-0.
Sarr réalise une performance remarquée face à Liverpool le 29 février 2020. Relégable, Watford reçoit des Reds, leaders et invincibles depuis le début du championnat, chez eux et le rapport de force semble inégal. Mais contre toute attente, le club remporte une surprenante rencontre sur le score de 3-0 avec un premier doublé de Sarr en Angleterre ainsi qu'une passe décisive à Troy Deeney pour conclure un surprenant succès. La performance du Sénégalais est unanimement saluée par la presse,.
Malgré la relégation du club en Championship, Ismaïla Sarr reste à Watford. Le 13 février 2021, il se fait remarquer lors d'une rencontre de championnat face à Bristol City en inscrivant un doublé et en délivrant trois passes décisives, contribuant grandement à la victoire de son équipe sur le score de six buts à zéro.

#### Olympique de Marseille (2023-2024)
Le 24 juillet 2023, Ismaïla Sarr quitte Watford FC et rejoint l'Olympique de Marseille pour un montant estimé de 13 millions d'euros.

#### Crystal Palace (2024-)
Le 1er août 2024, le club de Premier League Crystal Palace annonce l'arrivée du joueur seulement une saison après avoir rejoint Marseille. Le montant du transfert est estimé à 15 millions d'euros.
Il remporte la Coupe d'Angleterre face a Manchester City, victorieux un à zéro, devenant ainsi le premier joueur sénégalais à avoir remporté trois coupes nationaux différentes.

### Carrière internationale

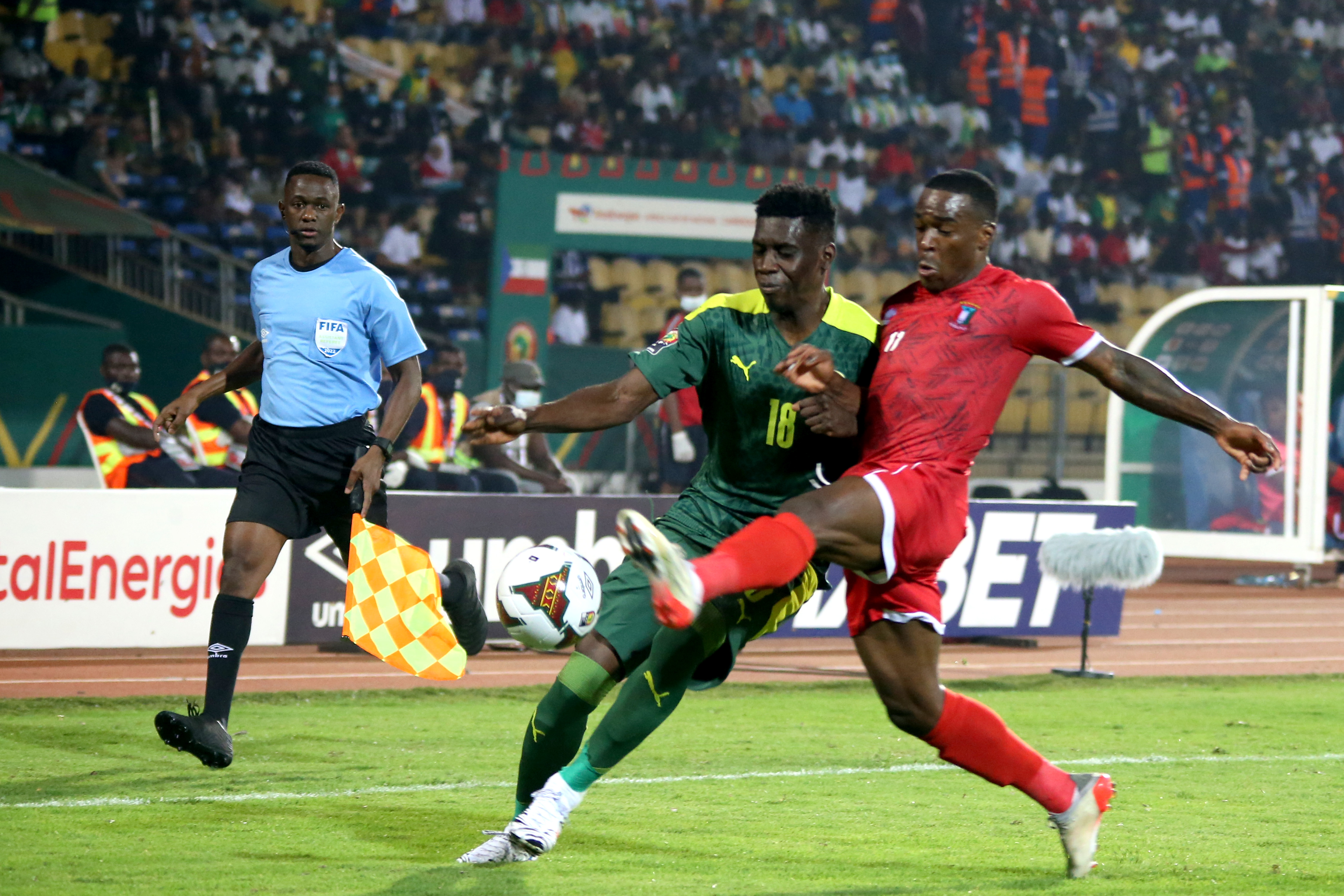
Sarr avec le Sénégal lors de la CAN 2021.

En équipe nationale, Ismaïla Sarr dispute la CAN U-23 2015 à seulement 17 ans. Disputant trois matchs dans le tournoi, il contribue au parcours de son équipe qui est éliminée en demi-finale.
Il est appelé pour la première fois avec les "A" sénégalais pour un match contre la Namibie le 3 septembre 2016 à Dakar (victoire 2-0) en éliminatoires de la CAN 2017, pour laquelle le Sénégal est à ce moment déjà qualifié. Comme un symbole, il entre en jeu à la 67e minute à la place de l'ancien pensionnaire de Génération Foot et du FC Metz, Sadio Mané. Titulaire pour sa deuxième sélection, à l'occasion d'un match de préparation face à la Libye, il est à l'origine de l'ouverture du score des Lions de la Téranga puis inscrit son premier but (victoire 2-1).
Appelé pour défendre les couleurs du Sénégal à la Coupe d'Afrique des nations 2017, il est du haut de ses 18 ans le benjamin de l'équipe mais aussi de tous les joueurs de la compétition. En mai 2018, il est sélectionné par Aliou Cissé pour participer à la Coupe du monde 2018. Il atteint la finale de la Coupe d'Afrique des nations 2019, perdue face à l'Algérie (0-1). Il dispute la Coupe d'Afrique des nations 2021 qu'il remporte. Le 11 novembre 2022, il est sélectionné par Aliou Cissé pour participer à la Coupe du monde 2022. Le 29 novembre, Ismaïla Sarr marque le premier but du Sénégal à la Coupe du monde, ce qui donne la victoire à l'équipe du Sénégal et lui permet de se qualifier en huitième de finale pour la deuxième fois son histoire en Coupe du monde. Le 29 décembre 2023, il est retenu dans la liste des vingt-sept joueurs sénégalais sélectionnés par Aliou Cissé pour disputer la Coupe d'Afrique des nations 2023.

## Statistiques

### En club
| Saison                | Club                   | Championnat           | Championnat | Championnat | Championnat | Coupe nationale | Coupe nationale | Coupe nationale | Coupe de la Ligue | Coupe de la Ligue | Coupe de la Ligue | Supercoupe | Supercoupe | Supercoupe | Compétition(s) continentale(s) | Compétition(s) continentale(s) | Compétition(s) continentale(s) | Compétition(s) continentale(s) | Total | Total | Total |
| Saison                | Club                   | Division              | M.          | B.          | P.d.        | M.              | B.              | P.d.            | M.                | B.                | P.d.              | M.         | B.         | P.d.       | Comp.                          | M.                             | B.                             | P.d.                           | M.    | B.    | P.d.  |
| 2016-2017             | FC Metz                | Ligue 1               | 31          | 5           | 1           | -               | -               | -               | 2                 | 0                 | 0                 | -          | -          | -          | -                              | -                              | -                              | -                              | 33    | 5     | 1     |
| 2017-2018             | Stade rennais FC       | Ligue 1               | 24          | 5           | 3           | 1               | 0               | 0               | 2                 | 0                 | 0                 | -          | -          | -          | -                              | -                              | -                              | -                              | 27    | 5     | 3     |
| 2018-2019             | Stade rennais FC       | Ligue 1               | 35          | 8           | 6           | 5               | 1               | 1               | 1                 | 0                 | 0                 | -          | -          | -          | C3                             | 9                              | 4                              | 2                              | 50    | 13    | 9     |
| Sous-total            | Sous-total             | Sous-total            | 59          | 13          | 9           | 6               | 1               | 1               | 3                 | 0                 | 0                 | -          | -          | -          | -                              | 9                              | 4                              | 2                              | 77    | 18    | 12    |
| 2019-2020             | Watford FC             | Premier League        | 28          | 5           | 4           | 0               | 0               | 0               | 2                 | 1                 | 0                 | -          | -          | -          | -                              | -                              | -                              | -                              | 30    | 6     | 4     |
| 2020-2021             | Watford FC             | Championship          | 39          | 13          | 4           | 1               | 0               | 0               | -                 | -                 | -                 | -          | -          | -          | -                              | -                              | -                              | -                              | 40    | 13    | 4     |
| 2021-2022             | Watford FC             | Premier League        | 22          | 5           | 2           | -               | -               | -               | -                 | -                 | -                 | -          | -          | -          | -                              | -                              | -                              | -                              | 22    | 5     | 2     |
| 2022-2023             | Watford FC             | Championship          | 39          | 10          | 7           | -               | -               | -               | -                 | -                 | -                 | -          | -          | -          | -                              | -                              | -                              | -                              | 39    | 10    | 7     |
| Sous-total            | Sous-total             | Sous-total            | 128         | 33          | 17          | 1               | 0               | 0               | 2                 | 1                 | 0                 | -          | -          | -          | -                              | -                              | -                              | -                              | 131   | 34    | 17    |
| 2023-2024             | Olympique de Marseille | Ligue 1               | 23          | 3           | 4           | -               | -               | -               | -                 | -                 | -                 | -          | -          | -          | C1+C3                          | 2+10                           | 0+2                            | 1+0                            | 35    | 5     | 5     |
| 2024-2025             | Crystal Palace FC      | Premier League        | 38          | 8           | 6           | 5               | 3               | 1               | 4                 | 1                 | 0                 | -          | -          | -          | -                              | -                              | -                              | -                              | 47    | 12    | 7     |
| 2025-2026             | Crystal Palace FC      | Premier League        | 1           | 0           | 0           | -               | -               | -               | -                 | -                 | -                 | 1          | 1          | 0          | -                              | -                              | -                              | -                              | 2     | 1     | 0     |
| Sous-total            | Sous-total             | Sous-total            | 39          | 8           | 6           | 5               | 3               | 1               | 4                 | 1                 | 0                 | 1          | 1          | 0          | -                              | -                              | -                              | -                              | 49    | 13    | 7     |
| Total sur la carrière | Total sur la carrière  | Total sur la carrière | 280         | 62          | 37          | 12              | 4               | 2               | 11                | 2                 | 0                 | 1          | 1          | 0          | -                              | 21                             | 6                              | 3                              | 325   | 75    | 42    |

## En équipe nationale
| Saison                | Sélection             | Phases finales        | Phases finales | Phases finales | Phases finales | Éliminatoires CDM | Éliminatoires CDM | Éliminatoires CDM | Éliminatoires CAN | Éliminatoires CAN | Éliminatoires CAN | Matchs amicaux | Matchs amicaux | Matchs amicaux | Total | Total | Total |
| Saison                | Sélection             | Compétition           | M              | B              | Pd             | M                 | B                 | Pd                | M                 | B                 | Pd                | M              | B              | Pd             | M     | B     | Pd    |
| --------------------- | --------------------- | --------------------- | -------------- | -------------- | -------------- | ----------------- | ----------------- | ----------------- | ----------------- | ----------------- | ----------------- | -------------- | -------------- | -------------- | ----- | ----- | ----- |
| 2016-2017             | Sénégal               | CAN 2017              | 3              | 0              | 0              | 0                 | 0                 | 0                 | 2                 | 0                 | 0                 | 3              | 1              | 0              | 8     | 1     | 0     |
| 2017-2018             | Sénégal               | Coupe du monde 2018   | 3              | 0              | 0              | 2                 | 1                 | 0                 | -                 | -                 | -                 | 5              | 1              | 0              | 10    | 2     | 0     |
| 2018-2019             | Sénégal               | CAN 2019              | 5              | 1              | 0              | -                 | -                 | -                 | 3                 | 0                 | 0                 | 1              | 0              | 0              | 9     | 1     | 0     |
| 2019-2020             | Sénégal               | -                     | -              | -              | -              | -                 | -                 | -                 | 1                 | 0                 | 0                 | 1              | 0              | 0              | 2     | 0     | 0     |
| 2020-2021             | Sénégal               | -                     | -              | -              | -              | -                 | -                 | -                 | 2                 | 0                 | 0                 | 3              | 2              | 1              | 5     | 2     | 1     |
| 2021-2022             | Sénégal               | CAN 2021              | 3              | 1              | 1              | 8                 | 3                 | 0                 | 2                 | 0                 | 0                 | -              | -              | -              | 13    | 4     | 1     |
| 2022-2023             | Sénégal               | Coupe du monde 2022   | 4              | 1              | 0              | -                 | -                 | -                 | 1                 | 0                 | 0                 | 2              | 0              | 0              | 7     | 1     | 0     |
| 2023-2024             | Sénégal               | CAN 2023              | 4              | 1              | 2              | 3                 | 1                 | 0                 | -                 | -                 | -                 | 3              | 0              | 0              | 10    | 2     | 2     |
| 2024-2025             | Sénégal               | -                     | -              | -              | -              | 7                 | 1                 | 1                 | -                 | -                 | -                 | 2              | 2              | 0              | 9     | 3     | 1     |
| Total sur la carrière | Total sur la carrière | Total sur la carrière | 22             | 4              | 3              | 13                | 5                 | 0                 | 18                | 1                 | 1                 | 20             | 6              | 1              | 73    | 16    | 5     |

### Buts internationaux
|    | Date             | Lieu                                                    | Adversaire           | Score | Résultat | Compétition                       |
| -- | ---------------- | ------------------------------------------------------- | -------------------- | ----- | -------- | --------------------------------- |
| 1  | 8 janvier 2017   | Stade olympique de Brazzaville, Brazzaville (Congo)     | Libye                | 2-0   | 2-1      | Match amical                      |
| 2  | 5 septembre 2017 | Stade du 4-Août, Ouagadougou (Burkina Faso)             | Burkina Faso         | 1-1   | 2-2      | Éliminatoires Coupe du monde 2018 |
| 3  | 8 juin 2018      | Stade Gradski vrt, Osijek (Croatie)                     | Croatie              | 0-1   | 2-1      | Match amical                      |
| 4  | 1er juillet 2019 | Stade du 30 Juin, Le Caire (Égypte)                     | Kenya                | 1-0   | 3-0      | Coupe d'Afrique des nations 2019  |
| 5  | 9 octobre 2020   | Complexe sportif Moulay-Abdallah, Rabat (Maroc)         | Maroc                | 3-1   | 3-1      | Match amical                      |
| 6  | 5 juin 2021      | Stade Lat-Dior, Thiès (Sénégal)                         | Zambie               | 3-0   | 3-1      | Match amical                      |
| 7  | 7 septembre 2021 | Stade Alphonse-Massamba-Débat, Brazzaville (Congo)      | Congo                | 2-1   | 3-1      | Éliminatoires Coupe du monde 2022 |
| 8  | 14 novembre 2021 | Stade Lat-Dior, Thiès, (Sénégal)                        | Congo                | 1-0   | 2-0      | Éliminatoires Coupe du monde 2022 |
| 9  | 14 novembre 2021 | Stade Lat-Dior, Thiès, (Sénégal)                        | Congo                | 2-0   | 2-0      | Éliminatoires Coupe du monde 2022 |
| 10 | 30 janvier 2022  | Stade Ahmadou-Ahidjo, Yaoundé (Cameroun)                | Guinée équatoriale   | 3-1   | 3-1      | Coupe d'Afrique des nations 2021  |
| 11 | 29 novembre 2022 | Stade international de Khalifa, Doha (Qatar)            | Équateur             | 1-0   | 2-1      | Coupe du monde 2022               |
| 12 | 19 janvier 2024  | Stade Charles-Konan-Banny, Yamoussoukro (Côte d'Ivoire) | Cameroun             | 1-0   | 3-1      | Coupe d'Afrique des nations 2023  |
| 13 | 6 juin 2024      | Stade Abdoulaye-Wade, Diamniadio (Sénégal)              | RD Congo             | 1-0   | 1-1      | Éliminatoires Coupe du monde 2026 |
| 14 | 9 septembre 2024 | Bingu National Stadium, Lilongwe (Malawi)               | Burundi              | 0-1   | 0-1      | Éliminatoires CAN 2025            |
| 15 | 6 juin 2025      | Aviva Stadium, Dublin (Irlande)                         | République d'Irlande | 1-1   | 1-1      | Match amical                      |
| 16 | 10 juin 2025     | City Ground, West Bridgford (Angleterre)                | Angleterre           | 0-1   | 1-3      | Match amical                      |

## Palmarès

### En club
Avec le Génération Foot, Ismaïla Sarr remporte la Coupe du Sénégal en 2015 avant de rejoindre le FC Metz puis le Stade rennais FC avec qui il remporte la Coupe de France en 2019. 
Parti en Angleterre, il est vice-champion d'Angleterre de deuxième division en 2021 avec Watford. Avec Crystal Palace, il est vainqueur de la Coupe d'Angleterre en 2025 ainsi que le Community Shield la même année.
| Génération Foot (1)                   | Stade rennais FC (1)                    | Watford (1)                       | Crystal Palace (2)                                                              |
| ------------------------------------- | --------------------------------------- | --------------------------------- | ------------------------------------------------------------------------------- |
| - Coupe du Sénégal - Vainqueur : 2015 | - Coupe de France : - Vainqueur : 2019. | - Championship - Vainqueur : 2021 | - Coupe d'Angleterre - Vainqueur : 2025. - Community Shield - Vainqueur : 2025. |

### En sélection nationale
Avec l'équipe du Sénégal, Ismaïla Sarr remporte la Coupe d'Afrique des nations en 2021 et en est finaliste en 2019.

### Distinctions personnelles
- Prix du plus beau but de la saison 2018-2019 en Ligue Europa[29]

- Prix du plus beau but de la saison  en 2022-2023 en Championnat d'Angleterre de deuxième division[30]